# Mk III: The Final Concerts
MK III: The Final Concerts, alternatywnie zatytułowany Archive Alive – zapis koncertu zespołu Deep Purple zarejestrowanego podczas europejskiego tournée w roku 1975, promującego płytę Stormbringer. To podwójne wydanie CD jest wybrane z ostatnich koncertów Deep Purple z linii MK III przedstawiącego Ritchiego Blackmore’a przed opuszczeniem zespołu i założeniem nowego – Rainbow, razem z wokalistą Ronniem Jamesem Dio. Materiał muzyczny na albumie to głównie archiwalny zapis ostatniego koncertu tournée w Palais des Sports w Paryżu  7 kwietnia 1975 z kilkoma ścieżkami dołączonymi z dwu koncertów w Grazu w Austrii 3 i 4 kwietnia. Album wydano w roku 1996.

## Lista utworów
- Wszystkie utwory (z wyjątkiem opisanych) skomponowali David Coverdale i Ritchie Blackmore.
- Wszystkie utwory (z wyjątkiem opisanych) pochodzą z ostatniego koncertu w Paryżu.

### CD 1
| 1. | "Burn" (Coverdale, Blackmore, Jon Lord, Ian Paice) (Graz)               |  |
|    |                                                                         |  |
| 2. | "Stormbringer" (Graz)                                                   |  |
|    |                                                                         |  |
| 3. | "The Gypsy" (Coverdale, Blackmore, Glenn Hughes, Lord, Paice)           |  |
|    |                                                                         |  |
| 4. | "Lady Double Dealer"                                                    |  |
|    |                                                                         |  |
| 5. | "Mistreated"                                                            |  |
|    |                                                                         |  |
| 6. | "Smoke on the Water" (Ian Gillan, Blackmore, Roger Glover, Lord, Paice) |  |
|    |                                                                         |  |
| 7. | "You Fool No One" (Coverdale, Blackmore, Lord, Paice)                   |  |
|    |                                                                         |  |

### CD 2
| 1. | "Space Truckin'" (Gillan, Blackmore, Glover, Lord, Paice) (Graz)  |  |
|    |                                                                   |  |
| 2. | "Highway Star" (Don Nix)/(Gillan, Glover, Blackmore, Lord, Paice) |  |
|    |                                                                   |  |
| 3. | "Mistreated" (Graz)                                               |  |
|    |                                                                   |  |
| 4. | "You Fool No One" (Coverdale, Blackmore, Lord, Paice) (Graz)      |  |
|    |                                                                   |  |

## Wykonawcy
- David Coverdale – śpiew
- Ritchie Blackmore – gitara
- Glenn Hughes – gitara basowa, śpiew
- Jon Lord – instrumenty klawiszowe
- Ian Paice – perkusja